# 多羅菲
多羅菲（俄語：Дорофей；2004年－2014年），又稱多羅德斯（Dorotheus），是一隻眼睛為藍色的西伯利亞貓，屬於時任俄羅斯總統及現任俄羅斯總理梅德韋傑夫和夫人斯韋特蘭娜·梅德韋傑娃，於2008年5月7日梅德韋傑夫就任總統後從普京的狗科尼手上接手「第一寵物」的稱號。

## 早年生活
多羅菲於2004年出生，牠西伯利亞貓的品種是來自聖彼得堡，但在莫斯科的偉大獵手養殖公司（Dorofei）長大。當多羅菲還是一頭小貓時，牠被梅德韋傑娃買下，並被帶到聖彼得堡。一頭健康良好的西伯利亞貓的價格可高達兩萬俄羅斯盧布。
最新新聞報導，多羅菲曾與梅德韋傑夫的鄰居戈爾巴喬夫的貓打架；多羅菲在打鬥中落敗，並需服用抗生素一個月，以幫助打鬥造成的傷口痊癒，他更因而被閹割，以避免事件重演。據路透社報導，在梅德韋傑夫就職時，俄羅斯媒體退避調查他的生平，改為專注研究多羅菲。

## 在克里姆林宮
俄羅斯媒體指，多羅菲性格相當堅韌、獨立、不願妥協；2008年6月，在俄羅斯聖彼得堡舉行的國際經濟論壇發布了非用作貨幣的「提斯克」紙鈔，紙鈔上繪有多羅菲和另一隻當地著名的貓。
2008年11月，梅德韋傑夫在秘魯的亞洲太平洋經濟合作會議上會見時任日揆的麻生太郎，並送他的兒子一個哆啦A夢飛行玩具；據報導，這是因為日俄兩國正在討論開拍講述多羅菲和哆啦A夢共同冒險的卡通電影，此計劃被日本人稱之為日俄和解的重要一步。
2009年7月，美國總統奧巴馬伉儷在訪俄期間會見多羅菲。